# S. Scott Bullock
Pour les articles homonymes, voir Bullock.
Stuart Scott Bullock est un acteur américain né le 7 mai 1956 à Détroit, Michigan (États-Unis).

## Filmographie
- 1985 : Jem (série télévisée) : Additional voices (épisode inconnu)
- 1989 : Dink le petit dinosaure (Dink, the Little Dinosaur) (série télévisée) : Flapper (voix)
- 1990 : Barnyard commandos (série télévisée)
- 1990 : Zazoo U (en) (série télévisée) : Slogo Bonito (voix)
- 1990 : La Guerre des tomates ("Attack of the Killer Tomatoes") (série télévisée) : FT (épisode inconnu)
- 1990 : Capitaine Planète (Captain Planet and the Planeteers) (série télévisée) : Argos Bleak (unknown episodes, 1990-1993)
- 1991 : Little Dracula (série télévisée) : Igor
- 1991 : Yo Yogi! (série télévisée) : Snagglepuss / Wally Gator (voix)
- 1991 : Rendez-vous au paradis (Defending Your Life) d'Albert Brooks : Daniel's father
- 1991 : Chienne de vie (Life Stinks) de Mel Brooks : Outraged Party Guest
- 1993 : Bonkers (série télévisée) : Charles Quibble / ... (épisode inconnu)
- 1993 : Junior le terrible (Problem Child) (série télévisée) : Additional Voices (voix)
- 1994 : Aladdin (série télévisée) : Additional Voices (épisode inconnu)
- 1994 : Drôles de Monstres (Aaahh!!! Real Monsters) (série télévisée) : Additional Voices (épisode inconnu)
- 1995 : Youbi, le petit pingouin (The Pebble and the Penguin) de Don Bluth et Gary Goldman : Chubby / Gentoo (voix)
- 1998 : Zoomates (it) de Butch Hartman : Paul, Lawyer (voix)
- 1999 : Mike, Lu & Og (série télévisée) : Wendell (épisode inconnu)
- 1999 : Crashbox (série télévisée) : Lens McCraken (voix)
- 2001 : Constant Payne (TV) : Airsailor
- 2001 : Affreux Vilains Martiens (série télévisée) : Dr Damage / Emperor Bog (voix)
- 2002 : Frankenthumb (en) de Steve Oedekerk : Dr Frankenthumb / Mayor / Priest
- 2003 : The Alan Brady Show (TV) : Mal (voix)
- 2004 : The Fairly OddParents in School's Out! The Musical (TV) : Flappy Bob (voix)
- 2004 : The Fairly OddParents in: Channel Chasers (TV) : T.V. Host / / Wrestler #1 / Bird / Man#2 / Various (voix)
- 2005 : Le Monde de Maggie (série télévisée) : Larry (épisode inconnu)
- 2006 : Lucas, fourmi malgré lui (The Ant Bully) de John A. Davis : Glow Worm / Wasp Survivor (voix)
- 2006 : La Ferme en folie (Barnyard) de Steve Oedekerk : Eddy the Cow (voix)

## Jeux vidéos
- 2012:Kid Icarus: Uprising : Hades